# Pa de fetge
El pa de fetge —o la coca de fetge o el formatge de fetge— és una modalitat dels patés de campanya francesos que ha arribat adaptada a la comarca de la Cerdanya i s'ha estès per la resta de comarques dels Pirineus (el Berguedà, el Ripollès, l'Alt Urgell i l'Alta Ribagorça). És, com el paté de la Vall d'Aran, una variació del clàssic paté de campanya francès. Els cansaladers de la Cerdanya que, temporalment, emigraven i els qui, definitivament, s'instal·laven en altres indrets, el van difondre per les comarques dels Prepirineus on ara se n'elabora.
Presenta un color marronós tant a l'interior com a l'exterior. El formen els mateixos ingredients que componen el bull de fetge, però conservats en pots de vidre. Se li pot donar la forma que es vulgui: allargada, rodona, quadrada..., però si és per vendre al tall se sol fer allargat; i si és per peces individuals, arrodonit. Se sol vendre a les botigues elaboradores i als restaurants locals. El més habitual és menjar-se’l damunt d’una llesca de pa sol o amb tomàquet, però també s'integra en les fustes d'embotits, pot formar part d'uns entremesos o pot convertir-se en el tall d'un àpat, acompanyat d'una amanida.
És un aliment molt energètic, ric en greix i colesterol, però alhora ric en proteïnes d'alt valor biològic i vitamines del grup B. Pel fet que conté fetge de porc, també es converteix en una excel·lent font de vitamines A i D. També té un contingut important de ferro. Sempre dintre d'una alimentació variada i equilibrada, el seu consum ocasional és totalment aconsellat.

## Elaboració
Es fa bullir una mica el fetge i quan està a punt es pica petit juntament amb el greix, se salpebra i es barreja. Després, per lligar la pasta, s'hi afegeixen ous, all i julivert ben picats i la carn. La mescla que en resulta es posa en motlles embolicats amb el tel del fetge, la mantellina, o en els pots de vidre. Quan se li ha donat la forma, es cou al forn.